# Soukaphone Vongchiengkham
Soukaphone Vongchiengkham (Vientián, Laos - 9 de marzo de 1992) es un futbolista laosiano que juega como volante. Su equipo actual es el Nakhon Si United de la Liga 2 de Tailandia.

## Trayectoria
Debutó a los 18 años, jugando para el Ezra FC de la liga de su país.
Tras una excelente temporada en el 2011, siendo catalogado como el mejor jugador juvenil de Laos, dio el gran salto a inicios de 2012 al ser fichado por el Krabi FC de la liga de Tailandia, club en donde juega actualmente.

## Selección nacional
Vongchiengkham, a los pocos partidos de jugado en la liga local, demostró sus grandes cualidades en la volante, razón por la cual fue convocado a la selección casi de inmediato. 
Hizo su debut el 22 de octubre del 2010, en el partido frente a Camboya. Dos días después anotó su primer gol con la selección absoluta. Su víctima fue la Selección de Filipinas; en un partido válido para clasificarse a la Copa AFF Suzuki 2010 mediante un remate de derecha. Su gol puso el 1-0 (el partido acabaría 2-2). 
Ha jugado por su selección en la edición clasificatoria a la Copa Mundial del 2014, además de otros partidos, como de la Copa AFF Suzuki.
Ha jugado 26 partidos internacionales y ha conseguido anotar 6 goles.

## Clubes
| Club            | País      | Año             |
| --------------- | --------- | --------------- |
| Ezra FC         | Laos      | 2010 - 2012     |
| Krabi FC        | Tailandia | 2012 - 2014     |
| Saraburi FC     | Tailandia | 2014 - 2016     |
| Lanexang United | Laos      | 2016 - presente |